# Предворсклье
Предворсклье — юго- западный отрог Орловско-Курского плато, Среднерусской возвышенности.
Водораздельная возвышенность (гряда холмов) на юго-западе Белгородской области. Абсолютные отметки холмов возвышенности Предворсклье 220—240 метров над уровнем моря. Перепад высот — до 80 метров.
Располагается между Ворсклой и Северским Донцом. Вытянута почти в меридиональном направлении, рассечена верховьями уходящих на юг рек Уды, Лопани и Харькова и уходящей на север реки Гостенка.
Склон Предворсколья обращенный к Северскому Донцу сильно изрезан балками, самая крупная из которых Угрим.
Предворсклье — пересечение древних торговых путей. По холмам возвышенности проходил знаменитый Муравский шлях, который позднее был перекрыт Карповским валом длиной 27,5 км с городом Болховцом (1646) и перенесенным на новое место Белгородом.
В районе Везёлки и Угрима существовал волок для перетаскивания лодок из речной системы Днепра (Ворскла) в речную систему Дона (Северский Донец).:
Реки:
- Гостенка
- Топлинка
- Везелка